# Killer Moth
Killer Moth (pol. Zabójcza Ćma) – fikcyjny superzłoczyńca, pojawiający się w komiksach wydawanych przez DC Comics oraz filmach związanych z postacią Batmana. Podobnie jak inny wróg Batmana – Prometheus – określa się mianem anty-batmana oraz jak Firefly nosi kostium owada ze skrzydłami. 

## Opis postaci

### Srebrna i brązowa era komiksu
Killer Moth zadebiutował w 1951 roku w komiksie Batman vol. 1 #63. W opowiedzianej w tym numerze historii „The Origin of Killer Moth!” był on więźniem w Blackgate i jego identyfikacja brzmiała: 234026. W gazecie przeczytał o Batmanie. Postanowił go pokonać. Wynajął kilku henchmanów, żeby uciec z więzienia, wymyślił fałszywe nazwisko „Cameron van Cleer”. Potem uszył kostium podobny do kostiumu Batmana, tyle że był kolorowy z motywem ćmy. Zamontował w nim mechaniczne skrzydła oraz skonstruował obezwładniający pistolet. A także zbudował Mothmobile i Mothcave na wzór kolejno Batmobilu i Batjaskini, o której czytał w gazecie. Na jego trop trafił i pokonał na moście w Gotham City. W historii „The Return of Killer Moth!”, opublikowanej w następnym numerze Batmana, poznał prawdziwą tożsamość Batmana, ale został postrzelony w czaszkę, wskutek czego doznał amnezji. Był także pierwszym złoczyńcą pokonanym przez Batgirl. 

### Współczesne komiksy
Po crossoverze Kryzys na Nieskończonych Ziemiach i następującym po nim restarcie uniwersum DC, została ujawniona prawdziwa tożsamość Killera Moth – Drury Walker. W nowej erze Walker był nieudolnym kryminalistą próbującym odnieść sukces, Dlatego zaprojektował personę Killer Motha i skonstruował narzędzia, których normalny złoczyńca nie miał: ostre pazury oraz pistolet-pułapkę na lepki kokon. Oferował swoje usługi jako obrońca ludzi związanych z półświatkiem, oczywiście za opłatą. Jednak nawet dzieci nie widziały w nim przestępcy i za każdym przegrywał z Batmanem i jego sojusznikami. Szczególnie czuł się upokorzony, kiedy pokonała go Batgirl na swej dziewiczej misji i później próbował wielokrotnie zemścić się na Batgirl za upokarzające pokonanie.
W crossoverze Underworld Unleashed mając dość bycia pośmiewiskiem, sprzedał swoją duszę demonowi Neronowi i został przekształcony w potworną, przypominającą ćmę bestię zwaną Charaxes. Wtedy Batman zaczął go doceniać jako przestępcę. Jako Charaxes najczęściej ścierał się z trzecim Robinem. Charaxes został zabity przez Superboya-Prime’a podczas Nieskończonego kryzysu. Zostaje tymczasowo wskrzeszony jako Czarna Latarnia w crossoverze Najczarniejsza noc. Powrócił na stałe wskrzeszony w reedycjach The New 52 i DC Rebirth.
Istniał także inny Killer Moth o nieznanej tożsamości.

## Inne media

### Film
- Killer Moth miał pojawić się jako antagonista w filmie Batgirl przed jego anulowaniem. Postać odgrywał kaskader Jules Wallace[7].

### Telewizja
- Zapytany o włączenie Killer Motha do The New Batman Adventures, producent Bruce Timm nie wyraził większego zainteresowania i zażartował, że jedynym sposobem, w jaki mogliby go wykorzystać, byłoby obsadzenie w tej roli Dana Aykroyda, który krzyczałby: „Jestem robakiem!”. Z kolei producent Alan Burnett stwierdził, że „po prostu jeszcze nie wymyśliliśmy dla niego dobrej historii”. Ostatecznie Killer Moth nigdy nie pojawił się w serialu[8].
- Killer Moth pojawił się jako regularny antagonista w serialu animowanym Młodzi Tytani, gdzie głosu użyczył mu początkowo Thomas Haden Church, a później Marc Worden[9]. Ta wersja jest bazowana na Charaxesie i jest lepidopterologiem i członkiem Braterstwa Zła. Killer Moth ma córkę imieniem Kicia (ang. Kitten), która nieustannie stalkuje Robina, chcąc uczynić go swoim chłopakiem[5].
- Killer Moth pojawił się w serialu animowanym Batman w odcinku „Grupa Pingwina”. W tej wersji jest słabym fizycznie poczatkującym złoczyńcą o  słabych umiejętnościach bojowych. Pragnie dołączyć do grupy przestępczej Pingwina i choć ci uważają go za mięczaka, ostatecznie przyjmują go, choć bardziej w charakterze osoby podającej kawę. Podczas akcji kradzieży milionera, Killer Moth, pod wpływem przewożonych chemikaliów, zmutował się w gigantycznego ćmopodobnego potwora, przez co grupa przestępcza Pingwina zmienia o nim zdanie. Głosu użyczył mu Jeff Bennett[10].
- Killer Moth pojawił się w Batman: Odważni i bezwzględni w epizodach „Król Muzyki” oraz „Legendy Mrocznego Mite’a”. Wersja ta jest oparta na interpretacji ze Srebrnej Ery komiksu.

### Gry komputerowe
- Jako że jest mało popularnym przestępcą pojawił się tylko w brytyjskiej grze wieloplatformowej Lego Batman: The Videogame oraz jego sequelach Lego Batman 2: DC Super Heroes i Lego Batman 3: Poza Gotham[11][12][13].
- Sergeant Fried (jap. フライド軍曹 Furaido Gunsō), pierwszy boss w japońskiej grze platformowej Batman: The Video Game, w angielskiej wersji językowej pojawia się jako Killer Moth.